# Copa de Brasil Sub-17
La Copa de Brasil Sub-17 es una competición de fútbol organizada por la Confederación Brasileña de Fútbol (CBF) desde 2013.
De 2008 a 2014, la Federación de Fútbol del Estado de Espírito Santo (FES) organizó una competencia anual. En las primeras cinco ediciones, el torneo recibió el nombre de Copa do Brasil Sub-17, que fue cambiado en 2013. Sin embargo, la Confederación Brasileña de Fútbol no reconoce los resultados de esta competición.
Desde la primera edición, en 2013, la competición es disputada por Eliminación directa. Hasta 2018, los 32 participantes eran seleccionados a través de sus posiciones en las series A y B del año anterior. En 2019, la CBF modificó la distribución de cupos para permitir la participación de representantes de todas las unidades federativas.

## Palmarés
| Año                               | Campeón              | Final Resultado    | Subcampeón           |
| --------------------------------- | -------------------- | ------------------ | -------------------- |
| FES (No oficiales)                |                      |                    |                      |
| 2008                              | Vasco da Gama        | 2:1                | Santos               |
| 2009                              | Internacional        | 4:0                | Fluminense           |
| 2010                              | Internacional        | 1:1 (4-2 pen.)     | Grêmio               |
| 2011                              | Cruzeiro             | 0:0 (5-3 pen.)     | Athletico Paranaense |
| 2012                              | Athletico Paranaense | 2:0                | Vasco da Gama        |
| 2013                              | Fluminense           | 2:0                | Internacional        |
| Confederación Brasileña de Fútbol |                      |                    |                      |
| 2013                              | São Paulo            | 2:0 3:1            | Flamengo             |
| 2014                              | Atlético Mineiro     | 1:0 1:1            | Grêmio               |
| 2015                              | Vitória              | 1:3 3:1 (4-3 pen.) | Botafogo             |
| 2016                              | Corinthians          | 2:2 2:0            | Sport Recife         |
| 2017                              | Palmeiras            | 1:0 0:1 (4-3 pen.) | Corinthians          |
| 2018                              | Flamengo             | 1:1 1:0            | Fluminense           |
| 2019                              | Palmeiras            | 2:3 2:0            | São Paulo            |
| 2020                              | São Paulo            | 0:0 2:1            | Fluminense           |
| 2021                              | Flamengo             | 1:3 3:0            | São Paulo            |
| 2022                              | Palmeiras            | 4:1 2:4            | Vasco da Gama        |
| 2023                              | Palmeiras            | 4:1                | Athletico Paranaense |
| 2024                              | Fluminense           | 2:1                | São Paulo            |

## Títulos por equipo
- Solo incluye las ediciones organizadas por la CBF.

| Equipo               | Títulos | Subtítulos | Años campeón           | Años subcampeón  |
| -------------------- | ------- | ---------- | ---------------------- | ---------------- |
| Palmeiras            | 4       | 0          | 2017, 2019, 2022, 2023 | ----             |
| São Paulo            | 2       | 3          | 2013, 2020             | 2019, 2021, 2024 |
| Flamengo             | 2       | 1          | 2018, 2021             | 2013             |
| Fluminense           | 1       | 2          | ----                   | 2018, 2020, 2024 |
| Corinthians          | 1       | 1          | 2016                   | 2017             |
| Atlético Mineiro     | 1       | 0          | 2014                   | ----             |
| Vitória              | 1       | 0          | 2015                   | ----             |
| Vasco da Gama        | 0       | 1          | ----                   | 2022             |
| Grêmio               | 0       | 1          | ----                   | 2014             |
| Botafogo             | 0       | 1          | ----                   | 2015             |
| Sport Recife         | 0       | 1          | ----                   | 2016             |
| Athletico Paranaense | 0       | 1          | ----                   | 2023             |

### Títulos por estado
| Estado             | Títulos | Subtítulos |
| ------------------ | ------- | ---------- |
| São Paulo          | 7       | 4          |
| Río de Janeiro     | 3       | 5          |
| Minas Gerais       | 1       | 0          |
| Bahía              | 1       | 0          |
| Río Grande del Sur | 0       | 1          |
| Pernambuco         | 0       | 1          |
| Paraná             | 0       | 1          |

## Goleadores
| Año  | Jugador                               | Club                            | Goles |
| ---- | ------------------------------------- | ------------------------------- | ----- |
| 2013 | Joanderson Matheus Aias               | São Paulo Ponte Preta           | 7     |
| 2014 | Erick                                 | Grêmio                          | 5     |
| 2015 | Luis Henrique Farinhas                | Botafogo                        | 14    |
| 2016 | André Anderson Caio Juninho Piauiense | Santos Corinthians Sport Recife | 7     |
| 2017 | Bruno Silva                           | Chapecoense                     | 7     |
| 2018 | João Pedro                            | Fluminense                      | 8     |
| 2019 | João Pedro Vieira                     | Palmeiras                       | 8     |
| 2020 | Matheus Martins                       | Fluminense                      | 7     |
| 2021 | Victor Hugo                           | Flamengo                        | 15    |
| 2022 | Endrick                               | Palmeiras                       | 8     |